# Lijst van agenten van de Bataafse Republiek
De lijst van agenten van de Bataafse Republiek is een overzicht per departement van de agenten van de Bataafse Republiek. Een agent had een functie die tussen die van minister en secretaris-generaal inzat. 
- Buitenlandse Zaken (agentschap)
  - Willem Berend Buys (technocraat) (9 maart 1798 - 25 juli 1798)
  - Maarten van der Goes van Dirxland (moderaat) (8 oktober 1798 - december 1801)

- Financiën (agentschap)
  - Isaäc Jan Alexander Gogel (technocraat) (22 januari 1798 - 2 oktober 1801)
  - Andries Sybrand Abbema (technocraat) (2 oktober 1801 - 8 december 1801)

- Inwendige Politie (agentschap)
  - Abram Jacques La Pierre (moderaat) (21 februari 1798 - 31 augustus 1802)

- Justitie (agentschap)
  - Reinier Willem Tadama (unitariër) (12 maart 1798 - 26 oktober 1798)
  - Jan Everhard Reuvens (moderaat) (7 mei 1799 - 18 december 1801)

- Marine (agentschap)
  - Jacobus Spoors (technocraat) (19 februari 1798 - 18 december 1801)

- Nationale Economie (agentschap)
  - Johannes Goldberg (unitariër) (5 juli 1799 - 2 oktober 1801)
  - Johannes Hendricus van der Palm (moderaat) (2 oktober 1801 - 8 december 1801) (a.i.)

- Nationale Opvoeding (agentschap)
  - Theodorus van Kooten (moderaat) (17 februari 1798 - 1 mei 1799)
  - Johannes Hendricus van der Palm (moderaat) (1 mei 1799 - 8 december 1801)

- Oorlog (agentschap)
  - Gerrit Jan Pijman (technocraat) (16 februari 1798 - 3 maart 1800)
  - Jacob Jan Cambier (moderaat) (3 maart 1800 - 8 december 1801)